# Istočna kapija Beograda
Istočna kapija Beograda (ćirilićno: Источна капија Београдa), poznat i kao Rudo (ćirilićno: Рудо) naziv je za kompleks od tri stambena nebodera koji se nalaze na prostoru općine Zvezdare, u glavnom gradu Republike Srbije Beogradu. Službeni naziv im je Rudo nose ga po istoimenom gradu u BiH, a to ime dao im je beogradski arhitekt Dragoljub Mićović, koji je u vrijeme izgradnje ova tri nebodera obavljao stručni nadzor. Mićović je 1929. godine rođen u Rudom te je autor više knjiga o povijesti ondašnjeg zavičaja.
Neboderi se nalaze u blizini autoceste E75 te svojom veličinom i upadljivošću predstavljaju simbolička vrata na ulasku u Beograd za putnike koji u grad dolaze iz smjera istoka. Zgrade su izgrađene u stilu brutalizma, a useljene su 1976. godine. Međusobno su okrenute jedna prema drugoj, a spaja ih plato te igralište za djecu. U neboderu Rudo 1 živi oko 450 stanara, u Rudo 2 oko 530, dok u neboderu Rudo 3 oko 400 što ukupno čini oko 1400 stanara. Dio fasade obnovljen je 2004. godine, a s daljnjim radovima nastavilo se tijekom 2008. godine.